# Kościół Wniebowzięcia Najświętszej Maryi Panny w Opolu-Gosławicach
Kościół Wniebowzięcia Najświętszej Maryi Panny – rzymskokatolicki kościół parafialny położony przy ulicy Wiejskiej w Opolu. Kościół należy do Parafii Wniebowzięcia Najświętszej Maryi Panny w Opolu-Gosławicach w dekanacie Opole, diecezji opolskiej.

## Historia kościoła
Kościół został zbudowany w 1933 roku, dzięki staraniu księdza Józefa Kubisa, proboszcza parafii Podwyższenia Krzyża Świętego w Opolu. Konsekracji świątyni dokonał kardynał A.  Bertram w dniu 8 września 1933 roku. Ołtarz główny pochodzi z kościoła św. Sebastiana w Opolu.

## Organy
Organy w tym kościele zostały zbudowane w 1933 roku przez firmę Rieger z Karniowa jako opus 2611. Umieszczone są na drugim chórze muzycznym naprzeciw głównego ołtarza. Szafa organowa wbudowana jest w centralną część balustrady chóru. Prospekt ustawiony jest na cokole zdobionym płycinami, z szerokim stopniowanym gzymsem. Stół gry wolnostojący, ustawiony lewym bokiem do ołtarza głównego. Pierwotnie był umieszczony na dolnym chórze. Wiatrownice typu Taschenlade z mieszkami stojącymi. Pierwszy udokumentowany remont organów miał miejsce w 1994 roku. Kapitalny remont miał miejsce w lipcu 2001 roku. Przeprowadził go zakład organmistrzowski ''Kamerton'' Wiesława Jelenia z Olszynki. Podjęto decyzję o zabezpieczeniu przeciw drewnojadom, wymieniono wszystkie mieszki, dodano kilka głosów. Organy po tych pracach zagrały w listopadzie 2002 roku. Następny przegląd organów odbył się w październiku 2010 roku. Również te prace przeprowadziła firma Wiesława Jelenia.
Dyspozycja instrumentu:
| Manuał I           | Manuał II             | Pedał            |
| ------------------ | --------------------- | ---------------- |
| 1. Quintatön 16'   | 1. Schweb. Aeoline 8' | 1. Bassflöte 4'  |
| 2. Mixtur 3-5 fach | 2. Salicet 8'         | 2. Oktavbass 8'  |
| 3. Sifflöte 2'     | 3. Rohrgedackt 8'     | 3. Subbass 16'   |
| 4. Oktave 4'       | 4. Nachthorn 4'       | 4. Quintatön 16' |
| 5. Offenflöte 4'   | 5. Ital. Principal 4' |                  |
| 6. Principal 8'    | 6. Quinte 2 2/3'      |                  |
| 7. Gemshorn 8'     | 7. Blockflöte 2'      |                  |
|                    | 8. Cymbel 3 fach      |                  |
|                    | 9. Trompete 8'        |                  |